# Jariton Agrba
Jariton Daurovich Agrba –en ruso, Харитон Даурович Агрба– (Volgodonsk, 22 de octubre de 1995) es un deportista ruso que compite en boxeo. En los Juegos Europeos de Minsk 2019 obtuvo una medalla de plata en la categoría de 69 kg.

## Palmarés internacional
| Juegos Europeos | Juegos Europeos     | Juegos Europeos  | Juegos Europeos |
| Año             | Lugar               | Medalla          | Categoría       |
| --------------- | ------------------- | ---------------- | --------------- |
| 2019            | Minsk (Bielorrusia) | Medalla de plata | 69 kg           |